# Castel Nuovo
Castel Nuovo (Talijanski: [kasˌtɛl ˈnwɔːvo]; "Novi dvorac"), često zvan Maschio Angioino (Talijanski: [ˈmaskjo andʒoˈiːno]; " Anžuvinska kula") je srednjovjekovni dvorac smješten ispred Piazza Municipio i gradske vijećnice (Palazzo San Giacomo) u središtu Napulja, Kampanija, Italija. Njegov slikovit položaj i impozantna veličina čine dvorac, prvi put podignut 1279. godine, jednom od glavnih arhitektonskih znamenitosti grada. Bio je kraljevsko sjedište kraljeva Napulja, Aragona i Španjolske do 1815. godine.
Sjedište je Napuljskog društva zavičajne povijesti i Napuljskog odbora Instituta za povijest talijanskog Risorgimenta. U kompleksu se nalazi i građanski muzej koji uključuje Palatinsku kapelu i muzejske staze na prvom i drugom katu.

## Povijest

### Podrijetlo i dinastija kuće Anjou
Izgradnja njegove nekadašnje jezgre - danas djelomično obnovljene nakon restauracije i arheoloških istraživanja - nastala je zahvaljujući inicijativi Karla I. Anžuvinskog, koji je 1266. porazio Hohenstaufenovce, zasjeo na prijestolje Sicilije i prenio prijestolnicu iz Palerma u grad Napulj.
Prisutnost vanjske monarhije postavila je urbanističko planiranje Napulja oko središta kraljevske vlasti, čineći alternativnu urbanu jezgru, koju čine luka i dva glavna dvorca uz nju, Castel Capuano i Castel dell'Ovo. Ovaj odnos između kraljevskog dvora i urbanizma očitovao se već kod Fridrika II., cara Svetog rimskog carstva, koji je u 13. stoljeću u švapskom statutu veću pozornost usmjerio na dvorce zanemarujući gradske zidine. Dvama postojećim dvorcima Anjevini su dodali glavni, Castel Nuovo (Chastiau neuf), koji nije bio samo utvrda nego prije svega njegova veličanstvena palača.
Kraljevska rezidencija Napulja je do tada bila Castel Capuano, ali je normanska drevna utvrda ocijenjena kao neprikladna za funkciju i kralj je želio izgraditi novi dvorac u blizini mora.
Projekt je osmislio francuski arhitekt Pierre de Chaulnes, izgradnja Castrum Novuma započela je 1279. da bi završila samo tri godine kasnije, vrlo kratko vrijeme s obzirom na tehnike gradnje tog razdoblja i ukupnu veličinu djela. Međutim, kralj tamo nikada nije živio: nakon rata Sicilijanske večernje, koji je kuću Anjou koštao krune Sicilije, koju je osvojio Petar III. od Aragona i drugih događaja, nova palača ostala je neiskorištena do 1285., godine smrt Karla I.

### Vladavina anžuvinske dinastije Napuljskim kraljevstvom
Novi napuljski kralj Karlo II. preselio se s obitelji i dvorom u novu rezidenciju koju je proširio i ukrasio. Tijekom njegove vladavine Sveta Stolica bila je posebno povezana s kućom Anjou, u turbulentnim odnosima, koji će i sljedećih godina biti obilježeni pritiscima, savezništvima i stalnim raskidima. Dana 13. prosinca 1294. glavna dvorana Castel Nuova bila je poprište poznate abdikacije pape Celestina V. (pustinjaka Pietra da Morronea), s papinskog prijestolja, koju je Dante Alighieri nazvao velikim odbijanjem, a sljedećeg 24. prosinca u u istoj je dvorani zbor kardinala izabrao Benedetta Caetanija, koji je preuzeo ime pape Bonifacija VIII. i odmah premjestio svoje sjedište u Rim kako bi izbjegao uplitanje obitelji Anjevin.
Usponom na prijestolje Roberta, kralja Napulja, 1309. godine, dvorac, koji je obnovio i proširio, postao je izvanredno središte kulture, jer je zahvaljujući njegovom pokroviteljstvu i njegovoj strasti prema umjetnosti i književnosti: Castel Nuovo bio domaćin važnim ličnostima kulture toga vremena, poput književnika Petrarke i Giovannija Boccaccia u svojim napuljskim boravcima, dok su najpoznatiji slikari tog vremena koji su bili pozvani oslikavati njegove zidove: Pietro Cavallini, Montano d'Arezzo, a prije svega Giotto, koji je 1332. oslikao Palatinsku kapelu.
Od 1343. godine bio je rezidencija Ivane I. Napuljske, koja je 1347. godine, pobjegla u Francusku, prepustila ju je pred napadima vojske kralja Ludovika I. Mađarskog. Došao je osvetiti smrt svog brata Andrije, Giovanninog muža, ubijenog u zavjeri u palači za koju se sumnjalo da ju je potaknula sama kraljica. Dvorac je opljačkan, a po povratku kraljica je bila prisiljena na radikalno restrukturiranje. Tijekom drugog Ludovikovog pohoda na Napulj, dvorac, u kojem je kraljica našla utočište, odolijevao je napadima. Sljedećih godina tvrđava je bila podvrgnuta drugim napadima: prilikom zauzimanja Napulja od strane Karla III Napuljskog, a potom i Luja II Napuljskog, koji ju je oduzeo sinu Karla III, Ladislavu Napuljskom. Potonji, koji je ponovno došao na prijestolje 1399., živio je ondje do svoje smrti 1414. godine.
Ivana II. Napuljska naslijedila je svog brata Ladislava i zasjela na prijestolje kao posljednja anjevinska dinastija. Kraljica, prikazana kao raskalašena, pohotna, krvava žena, ugostila bi u svojoj niši ljubavnike svih vrsta i društvenih pozadina, čak i okupljene svojim izaslanicima među mladim, zgodnim ljudima. Kako bi zaštitila svoje dobro ime, Ivana II. ne bi oklijevala riješiti ih se čim zadovolji svoje žudnje. Upravo u tu svrhu stoljećima se pripovijeda da je kraljica imala tajni otvor unutar dvorca: njezini su ljubavnici, nakon što su iscrpili svoj zadatak, bačeni u ovaj bunar i proždrijela su ih morska čudovišta. Prema legendi, to bi bio krokodil iz Afrike u tamnice dvorca nakon što je prešao Sredozemno more, krivac za strašnu smrt Joanninih ljubavnika.

### Aragonska vladavina
Godine 1443. Alfonso V od Aragona, koji je osvojio prijestolje Napulja, uspostavio je dvor u dvorcu, natječući se s firentinskim dvorom Lorenza de' Medicija, a tvrđava je u potpunosti obnovljena u svom sadašnjem obliku, zadržavajući svoju funkciju kao središte kraljevske moći.
Kralj Alfonso V. povjerio je restrukturiranje anžuvinske tvrđave-palače katalonskom arhitektu Guillemu Sagreri rođenom na Majorci, koji ju je ponovno izgradio u katalonskom gotičkom stilu. Pet okruglih kula, od kojih su četiri inkorporirale prethodnu konstrukciju Anjevina kvadratnog tlocrta, prikladnog za udare tadašnjeg oružja, ponavljalo je obrambenu ulogu kaštela. Umjesto toga, važnost palače kao središta kraljevske moći naglašena je pregradnjom Glavnih vrata u obliku slavoluka, remek-djela napuljske renesansne arhitekture i djela Dalmatinca Francesca Laurane, zajedno s brojnim umjetnicima različitog podrijetla. Radovi su se odvijali počevši od 1453. godine i dovršeni su tek nakon kraljeve smrti 1479. godine.

### Vlast Ferdinanda I. Napuljskog
U Dvorani baruna bio je epilog poznate Zavjere baruna, rata protiv napuljskog kralja Ferdinanda I., sina Alfonza V., od strane mnogih plemića, predvođenih Antonellom Sanseverinom, princom od Salerna, i Francescom Coppolom, grofom od Sarna. Godine 1486. kralj je pozvao sve urotnike u ovu sobu pod izlikom svadbene zabave, koja je označila prevladavanje neprijateljstava i konačno pomirenje. Baroni su pobjegli, ali je kralj naredio svojim vojnicima da zabrave vrata, dao ih je uhititi, kaznivši mnoge od njih, uključujući Coppolu i njegove sinove, smrtnom kaznom.

#### Zavjera baruna
Zavjera baruna bila je pokret reakcije protiv politike centralizacije države koju je prihvatila nova suverena dinastija Napulja, tj. Aragonaca. Tužbe protiv Ferdinanda I. Napuljskog su bile da su započeli oporavak naseljenih područja, oduzimajući ih od imovine baruna i opskrbljujući ih imovinom aragonskog dvora. Zapravo, manevar je bio kraljevska predaja moći.
Unutarnja borba između baruna i dinastije odvijala se na politički i prikriven način, a definitivno je kulminirala 1487. godine u istoimenoj dvorani Castel Nuovo. Ferdinand I. Napuljski, za vrijeme svog prijestolja, našao se suočen s barunima, pobjeđujući ih u vještini i lukavstvu nakon spletki, ubojica i dvostrukih igara.

### Španjolska vladavina
Dvorac je ponovno opljačkao Karlo VIII., kralj Francuske, tijekom svoje ekspedicije 1494. godine. Najprije padom Ferdinanda II. od Napulja (1496.), a kasnije Fridrika Napuljskog (1503.), kraljevstvo Napulj je pripojio Kraljevini Španjolskoj od strane Ferdinanda II. Aragonskog, koji je uspostavio Napuljsko vicekraljevstvo. Castel Nuovo je zbog svog strateški važnog položaja izgubio funkciju kraljevske rezidencije, postavši vojni garnizon. Međutim, ugostio je španjolske kraljeve koji su dolazili u posjet Napulju, poput Karla V., cara Svetog rimskog carstva, koji je tamo boravio kratko vrijeme 1535. Dvorac je ostao rezidencija španjolskog potkralja do ranog 17. stoljeća kada ga je zamijenila nova palača (danas Kraljevska palača u Napulju).
Dvorac je ponovno uredio princ Charles od Bourbona, budući Karlo III. od Španjolske, koji je stupio na napuljsko prijestolje 1734., ali je izgubio svoju ulogu kraljevske rezidencije u korist novih kraljevskih palača koje su se počele graditi u samom Napulju i njegovu okolicu (Kraljevska palača Napulja na Piazza del Plebiscito, Palača Capodimonte, Palača Portici i Kraljevska palača Caserta) i postala je u biti simbol povijesti i veličine Napulja.

### Napuljska Republika
Posljednji važan događaj datira iz 1799. godine, kada je proglašeno rođenje Partenopejske Republike (Napuljske Republike). Posljednji put obnovljen 1823. od strane Ferdinanda I. od dviju Sicilija, kasnije je bio domaćin "topničkog arsenala" i "pirotehničkog ureda" koji je 1837. procijenjen kao razboritiji prijenos tvornice oružja Torre Annunziata.

### 20. stoljeće
U 1920-ima napravljen je širok raspon cvjetnih vrtova koji su se protezali duž Maschio Angioino sve do kraja 20. stoljeća: u prvim mjesecima 1921. grof Pietro Municchi, inženjer tada vijećnik za urbani dekor, predstavio je Gradskom vijeću prijedlog za izolacija Castel Nuovo.
Konačno je talijanska država dobila cijeli dvorac u civilne svrhe, radovi su započeli 1923. i također su zahvatili tvornice i skladišta izgrađene u blizini trga na mjestu srušenih bastiona: već sljedeće godine sve su različite zgrade uklonjene i napravljena je esplanada gdje su izgrađeni vrtovi sa strane današnje ulice Vittorio Emanuele III.
Sačuvana su samo vrata citadele, izvorni aragonski pristup kompleksu, koji je 1496. ponovno sagradio Fridrik Napuljski (što dokazuje njegov amblem na luku): izoliran i iskrivljen u svojoj funkciji, vidljiv je među trgom s cvjetnim vrtom duž Via Vittorio Emanuele III. Radovi na obnovi dvorca, kojom su eliminirane mnoge nadogradnje koje su vremenom dograđivane, trajali su do 1939. godine.

## Ljudi koji su živjeli u dvorcu
Castel Nuovo je tijekom svoje povijesti nekoliko puta korišten kao privremena rezidencija za ugošćavanje slavnih ličnosti koje su odlazile u Napulj kao gosti kraljevskog dvora ili u službeni posjet.
Među glavnim ličnostima, uz napuljske, aragonske i španjolske monarhe, su: Giovanni Boccaccio, Giotto, papa Bonifacije VIII, papa Celestin V i Petrarka.

## Opis
Veći dio dvorca koji je rekonstruirao Alfonso V. Aragonski ima nepravilan trapezoidni tlocrt i bio je branjen s pet velikih cilindričnih kula, četiri prekrivene pipernom i jedna sedrom, a okrunjene su merlonima na nosačima. Tri tornja na strani okrenutoj prema tlu, gdje se nalazi ulaz, su toranj San Giorgio, toranj Mezzo (koji se srušio u 11:30 ujutro 4. kolovoza 1876) i toranj Guardia (od slijeva nadesno), dok dvije na strani okrenutoj prema moru nose ime kule dell'Oro i kule Beverello (slijeva nadesno). Dvorac je okružen jarkom, a tornjevi se uzdižu na velikim nasipima, u kojima tekstura kamenih blokova poprima složene dizajne, podsjećajući na primjere katalonske Majorke.
Unutarnje stubište do svakog tornja obično se naziva scala catalana. Ista vrata na krovu dvorca, gdje su u prošlosti bile postavljene osmatračnice za zaštitu od mogućeg dolaska neprijatelja.
Na sjevernoj strani, kod tornja Beverello, otvara se jedan od križarskih prozora Sala dei Baroni; dok druga dva prozora gledaju na istočnu stranu, jedan prema moru, a drugi, uz stražnji zid Palatinske kapele, s jednostrukim prozorima između dvije uske poligonalne kule. Zaštićen drugom kutnom kulom nazvanom Oro, zatim slijedi napredna tvornička zgrada koja je izvorno nosila lođu i ponovni ulaz s dvije lođe koje se preklapaju.

### Slavoluk
Impozantan jednostrani trijumfalni luk od bijelog mramora, izgrađen 1470., obilježava ulazak Alfonsa Aragonskog u Napulj 1443. godine. Nalazi se između dvije zapadne kule anžuvinskog dvorca. Cjelokupni dizajn pripisan je Pietru di Martini, milanskom arhitektu, ili, prema Vasariju, Giulianu da Maianu. Moderni autori dizajn pripisuju Francescu Laurani.
Visoka je 35 metara i izdužena je u dva naslagana luka. Neki izvještaji tvrde da su lukovi izvorno bili planirani kao dva lica prema slobodno stojećem luku za Piazzu del Duomo, ali da je časnik u službi Alfonsa, Nicola Bozzuto, čija je kuća trebala biti sravnjena kako bi se napravio prostor za spomenik, natjerao je kralja da promijeni mjesto u Castel Nuovo.
Korintski stupovi okružuju ulaz, dok skulptura na prvoj razini prikazuje trijumfalnu kvadrigu koja vodi Alfonsa kako paradi. Među kiparima su bili Isaia iz Pise, Merliano, Domenico Gagini, Andrea Fiorentino, Donatellov učenik, i Silvestro dell'Aquila. Radu su pridonijeli i kipari iz Aragona. U sredini je štit sa simbolima Aragona. Donji friz glasi: ALFONSVS REX HISPANVS SICULVS ITALICUS PIVS CLEMENS INVICTUS Iznad toga piše: ALFONSVS REGUM PRINCEPS HANC CONDIDIT ARCEM
Drugi gornji luk nadvišen je lavovima i četiri niše s kipovima koji prikazuju Alfonsove vrline. Iznad toga je zaobljeni nadvratnik s dva duha s rogovima izobilja na čijem je vrhu Alfonso u odjeći ratnika. Ovaj vijenac bio je namijenjen za konjanički kip. Tri kipa svetog Mihaela, svetog Antuna opata i svetog Sebastijana, te dva ležeća, na vrhu luka, djelo su Giovannija da Nole.
Prolazeći ispod ovog luka ulazimo na trg pored Brončanih vrata, koje je napravio redovnik Guglielmo iz Napulja, a koja u raznim odjeljcima predstavljaju pobjede Ferdinanda I. nad vojvodom od Anjoua i pobunjenim barunima.

### Palatinska kapela
Na strani dvorca okrenutoj prema moru nalazi se stražnji zid Cappella palatina, odnosno crkve San Sebastiana ili one Santa Barbare, jedinog sačuvanog elementa dvorca Anjevin iz 14. stoljeća. Iako je oštećena u potresu 1456. godine, kapela je kasnije obnovljena. Pročelje na unutarnjem dvorištu ima renesansni portal s reljefima Andree dell'Aquile i Francesca Laurane i ružičastim prozorom, koji je u aragonskom razdoblju ponovno izgradio Katalonac Matteo Forcimanya kako bi zamijenio onaj iz 14. stoljeća koji je uništio potres.
Na kraju kapelice nalazi se spiralno stubište dostupno kroz vrata s lijeve strane koje vam omogućavaju da se popnete do Dvorane baruna.
U unutrašnjosti, osvijetljenoj visokim i uskim gotičkim prozorima, nalazi se samo nekoliko ostataka originalne freske, djelo Masa di Banca i ciborij Iacopa della Pila, datiran u kraj 15. stoljeća. Međutim, postoje i druge freske iz 14. stoljeća iz dvorca Balzo u Casaluceu.
Međutim, freske koje zauzimaju desni zid kapele izradio je Maso di Bianco i predstavljaju reference na gotičko-anjevinsku kulturu. Međutim, one na lijevom zidu pripadaju drugim firentinskim umjetnicima.
Interijer je također freskama oslikao Giotto prema 1330., koji je nastavio Priče Starog i Novog zavjeta. Sadržaj ovog ciklusa fresaka je gotovo u potpunosti izgubljen čak i ako je ostao ukrasni dio u prozorima koji podsjećaju na one u kapeli Bardi bazilike Santa Croce u Firenci. Nadalje, opisan je, u stihovima anonimnog autora u zbirci soneta iz 1350. godine, cijeli Giottov rad u vezi s kapelom.
Naposljetku, u kapeli se nalaze vrijedne skulpture umjetnika koji su radili i na slavoluku Alfonsa II Aragonskog (15. st.). Iste skulpture izvrsni su primjeri napuljske renesanse. Jedan od njih je Tabernakul s Bogorodicom i djetetom, remek-djelo Domenica Gaginija, Donatellova i Brunelleschijeva učenika.
Štoviše, postoje dvije druge skulpture od posebne važnosti, obje se nazivaju Madona na prijestolju s djetetom, i obje Francesca Laurane, skulpturirane tijekom dva različita boravka u Napulju. Jedan od dva je odnesen u dvorac iako nije dio njega, jer je isklesan za crkvu Sant'Agostino alla Zecca.

### Dvorana baruna
Dvorana baruna (tal. Sala dei Baroni) Barunska dvorana, izvorno nazvana Prijestolna dvorana, glavna je dvorana ( sala Maior ) Castel Nuovo. Naručio ju je Robert Napuljski, koji je za tu priliku pozvao Giotta di Bondonea da naslika ciklus fresaka, oko 1330. godine. Dokazi o ovom ciklusu danas su poznati samo po njegovom spominjanju u zbirci soneta anonimnog autora iz 1350. godine. Freske su prikazivale slavne muškarce i žene antike: Samsona, Herkula, Solomona, Parisa, Hektora, Ahileja, Eneju, Aleksandra Velikog i Julija Cezara, sa svojim "drugovima".
Pod aragonskom vlašću, točnije Alfonsa V. Aragonskog (1442. – 1458.), dvoranu je pregradio Guillem Sagrera koji joj je povećao prostore i dimenzije.
Dvorana se naziva Barunska dvorana jer je oko 1487. godine Ferdinand I. Napuljski pozvao na ovo mjesto neke od baruna koji su se urotili protiv njega, s izgovorom da proslave vjenčanje svog nećaka. U stvarnosti to nije bila ništa drugo nego zamka; baruni koji su bili prisutni uhićeni su i odmah pogubljeni.
Na strani prema moru, između dva prekrižena prozora otvorena prema van, nalazi se veliki kamin, nadvišen dvjema pozornicama za svirače.
Među umjetničkim djelima koja su još prisutna u dvorani je mramorni portal s dva lica Domenica Gaginija, dva bareljefa na kojima je prikazana trijumfalna povorka Alfonza V. Aragonskog i ulazak kralja u dvorac, katalonski portal kroz koji pristupate Odaji anđela.
Danas je dio skulpturalnog ukrasa Barcelonca Pere Johana raspršen. Štoviše, do 2006. u njemu su se održavali sastanci Gradskog vijeća Napulja.

### Oružarnica
Ova je prostorija dobila ime po funkciji kojoj je služila. Nalazi se lijevo od Palatinske kapele, na nižoj razini u odnosu na Dvoranu baruna.
Tijekom restauratorskih radova u dvorištu dvorca pronađeni su važni arheološki nalazi iz rimskog doba 1. stoljeća prije Krista i 5. stoljeća. Ostaci su sačuvani i koji se sada mogu promatrati kroz prozirni stakleni pod.

### Kapela duša u čistilištu
Sagrađena je u drugoj polovici 16. stoljeća voljom španjolskih potkraljeva koji su htjeli promijeniti izgled dvorca. Prepoznatljiva je s kapelom San Martino di Tours iz 14. stoljeća, nekoć freskama s pričama iz života sveca.
Interijer predstavlja baroknu dekoraciju s freskama i slikama u štukaturama i pozlaćenom drvu.
Na glavnom oltaru nalazi se platno koje su naslikali sljedbenici Girolama Imparata i Giovann'Angela D'Amata, a prikazuje Djevicu Madonnu del Carmine s dušama koje čiste te svetog Sebastijana i papu Grgura I.

Kapelica se uglavnom koristila da se osuđenima na smrt ponude sakramenti prije pogubljenja. U kapeli je pokopan Ivan, brat Masaniellov.
- Detalj interijera Kapele duša u čistilištu
- Prozori kapele duša u čistilištu

### Kapela San Francesco di Paola
Mala kapelica iz 15. stoljeća kojoj se može pristupiti kroz Dvoranu Karla V., na prvom katu dvorca. Ime je dobio po tome što je ugostio sv. Franju Paolskog tijekom putovanja u Pariz.
Svod iz 15. stoljeća, sličan onom u Dvorani baruna, dizajnirao je Guillem Sagrera, ali je uništen tijekom bombardiranja u Drugom svjetskom ratu.
Kapelica je posvećena 1688. godine, nakon preuređenja u baroknom stilu, o čemu svjedoči mramorna ploča postavljena na ulaznim vratima.
Jedini dokaz vremena, koji je ostao u sobi, predstavljaju neki ukrasi u pozlaćenoj štukaturi, dvije freske na lijevom zidu (najvjerojatnije pripadaju jednoj sceni) koje potječu iz klaustra Chiesa of Santa Maria Donnaregina iz 14. stoljeća. Vecchia i prisutnost triju slika Nicole Russoa; Pohođenje, Navještenje i Putovanje Marije Betlehem.

### Zatvori
Svodovi se sastoje od dva prostora smještena u prostoru ispod Palatinske kapele: Krokodilske jame i Barunskog zatvora.
Krokodilska jama, poznata i kao Miglio, bila je skladište aragonskog dvora, ali se također koristila za odvajanje zatvorenika osuđenih na strože kazne. Stara legenda govori o čestim i misterioznim nestancima zatvorenika zbog kojih je povećan oprez. Nedugo kasnije, otkriveno je da su se ti nestanci dogodili zbog krokodila koji je probio kroz otvor u podrumu i nakon ugriza zatvorenike vukao za nogu. Nakon što su to otkrili, bili su podvrgnuti raljama gmaza svim osuđenima za koji su htjeli biti poslani u smrt bez previše senzacija.
Kasnije je za ubijanje krokodila velika konjska noga korištena kao mamac i, nakon što je uginuo, preparirana je i zakačena za ulazna vrata dvorca.
Umjesto toga, u Jami baruna posjetiteljima su predstavljena četiri lijesa bez ikakvog natpisa i vjerojatno su pripadali plemićima koji su sudjelovali u Zavjeri baruna 1485.

### Građanski muzej
Unutar Castel Nuovo nalazi se muzejski itinerer otvoren 1990. koji počinje od Palatinske kapele iz 14. stoljeća, prolazi kroz Oružarnicu do prve i druge razine dvorca, potonje namijenjene slikanju i skulpturi.
Na prvom katu nalaze se freske i slike uglavnom vjerskih narudžbi, koje pripadaju razdoblju od 15. do 18. stoljeća. Tu su slike važnih Caravaggistijevih umjetnika kao što su Battistello Caracciolo i Fabrizio Santafede, te važnih predstavnika napuljskog baroka, kao što su Luca Giordano, Francesco Solimena i Mattia Preti. Na drugom katu izložena su djela u rasponu od 18. do 20. stoljeća. Izložba prati tematski red: povijest, krajolici, portreti, vedute Napulja.
Ostale dvorane dvorca, kao što su Dvorana Karla V. i Soba Loggia, konačno su namijenjene za privremene kulturne izložbe i inicijative.

### Knjižnica Napuljskog društva zavičajne povijesti
Na drugom i na trećem katu nalazi se knjižnica Napuljskog društva zavičajne povijesti. Knjižnica posjeduje knjižnu, ikonografsku, dokumentarnu i pergamentnu zbirku. Knjižnica je privatna, stoga je pristup reguliran pravilima utvrđenim Statutom i navedenim u Pravilima.
Knjižnica sadrži jednu od prvih knjiga tiskanih u Italiji (četvrtu), De civitate Dei Augustina iz Hipona koju su u lipnju 1467. u Subiacu izradila dva njemačka svećenika: Arnold Pannartz i Konrad Sweynheim.

## Vanjske poveznice
|  | Zajednički poslužitelj ima još gradiva o temi Castel Nuovo |

- Multimedia and Information Resources of Castel Nuovo